# Защита Боголюбова
Защита Боголюбова — шахматный дебют, начинающийся ходами:
1. d2-d4 Kg8-f6 

2. c2-c4 e7-e6 

3. Kg1-f3 Cf8-b4+
Относится к полузакрытым началам.
Черные вынуждают соперника или ходом 4. Kb1-с3 вернуться к защите Нимцовича, или же после 4. Kb1-d2 избрать для фигур менее перспективные маршруты. В 20-30-х годах такой метод дебютной борьбы активно продвигал гроссмейстер Ефим Боголюбов.

## Варианты
- 3. g2-g3 Cf8-b4+
- 3. Kg1-f3 Cf8-b4+ 4. Kb1-d2
  - 4. Cc1-d2